# جوستين بيترز
جوستين بيترز (بالإنجليزية: Justin Peters)‏ (و. 1986  م) هو لاعب هوكي الجليد، من كندا، شارك في ألعاب أولمبية شتوية 2018، يلعب كحارس مرمى ‏.

## روابط خارجية
- جوستين بيترز على موقع دوري الهوكي الوطني (الإنجليزية)
- جوستين بيترز على موقع قاعة مشاهير الهوكي (لاعب أن.إتش.أل) (الإنجليزية)
- جوستين بيترز على موقع EliteProspects.com (الإنجليزية)
- جوستين بيترز على موقع HockeyDB.com (الإنجليزية)
- جوستين بيترز على موقع Hockey-Reference.com (الإنجليزية)
- جوستين بيترز على موقع أوليمبيديا (الإنجليزية)
- جوستين بيترز على موقع اللجنة الأولمبية الكندية (الإنجليزية)